# Резолюция Совета Безопасности ООН 2623
Резолюция Совета Безопасности ООН № 2623 — резолюция, вынесенная на обсуждение Совета Безопасности ООН 27 февраля 2022 года в связи вторжением Российской Федерации на территорию Украины, когда 24 февраля того же года Российская Федерация без объявления войны пересекла государственную границу Украины во многих местах и начала полномасштабные боевые действия на её территории.
Резолюция постановила, что так как отсутствие единогласия среди членов Совета Безопасности мешает восстановлению правопорядка и мира, согласно резолюции 377A(V), в тех случаях, когда Совет Безопасности не способен быстро отреагировать на проблему, угрожающую мировой безопасности, решение следует передавать в пользу Генеральной Ассамблеи, причём вплоть до передачи решения о военной интервенции ООН в конфликт, незамедлительно. Особенность принятой резолюции заключается в том, что отсылка к ранее принятой резолюции 377A(V) позволяет её принять девятью голосами членов СБ ООН, а также убирает возможность наложения вето на данное решение.

## Содержание
Согласно резолюции, в связи с тем, что отсутствие единогласия среди постоянных членов СБ ООН напрямую препятствует исполнению главной ответственности совета безопасности — поддержания мира, постановляется созыв чрезвычайной специальной сессии ООН для рассмотрения вопроса, содержащегося в документе S/Agenda/8979.

## Голосование
| За                                                         | Воздержались                  | Против               |
| ---------------------------------------------------------- | ----------------------------- | -------------------- |
| Республика Албания                                         | Китайская Народная Республика | Российская Федерация |
| Федеративная Республика Бразилия                           | Объединённые Арабские Эмираты |                      |
| Габонская Республика                                       | Республика Индия              |                      |
| Республика Гана                                            |                               |                      |
| Республика Ирландия                                        |                               |                      |
| Республика Кения                                           |                               |                      |
| Мексиканские Соединённые Штаты                             |                               |                      |
| Королевство Норвегия                                       |                               |                      |
| Соединённое королевство Великобритании и Северной Ирландии |                               |                      |
| Соединённые Штаты Америки                                  |                               |                      |
| Французская Республика                                     |                               |                      |

Жирным шрифтом обозначены постоянные члены СБ ООН.
Итог: решение принято (11/3/1).